# Ornua
Ornua (з ірландської «Ór Nua» означає «нове золото» (відома як The Irish Dairy Board з 1961 по 2015 рр.) — це ірландський агропродовольчий кооператив, який продає молочні продукти від імені своїх членів: ірландських виробників молочних продуктів та ірландських молочних фермерів. Кооператив є найбільшим експортером ірландських молочних продуктів та володіє маркою Kerrygold, яка виробляє масло та сир, а також Kerrygold ірландський крем-лікер. Разом з маркою Kerrygold, його брендовий портфель складається з Pilgrims Choice, Dubliner, Shannongold та BEO milk powder.

## Історія
The Irish Dairy Board був створений актом Ерахтаса, актом продажу молочної продукції 1961 р., і замінив раніше створений Butter Marketing комітет. Він був створений для централізації зарубіжного маркетингу ірландських молочних продуктів для досягнення більшої впізнаваності бренду. На момент створення Ради, ринок Європейської економічної спільноти був закритий для ірландського масла, а ринок Об'єднаного Королівства обмежував можливості для ірландського імпорта квотою.
Коли Ірландія приєдналася до ЄЕС в 1973 році, Рада почала розширювати свою присутність в континентальній Європі, починаючи з Північного Рейн-Вестфалії в Німеччині.
В даний час Ornua працює від імені 19 дочірніх компаній по всьому світу, з об'єктами попереднього упаковування, розташованими у Німеччині, Великій Британії, Сполучених Штатах та на Близькому Сході.

## Нагороди
The Irish Dairy Board був нагороджений Exporter of the Year у 2010 році.